# 民族人民党 (2013年)

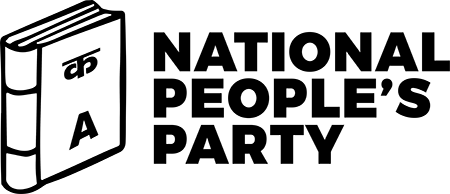
民族人民党标志

民族人民党（英語：National People's Party，缩写为NPP）是印度的一个中间偏右政党，成立于2013年1月6日。2012年7月，P·A·桑玛被民族主义大会党开除，后于2013年1月6日创建该党。该党的影响力主要集中在梅加拉亚邦，在梅加拉亚邦附近的几个邦也有活动。2019年6月7日，该党被授予国家级党地位，成为印度东北部地区的首个获得此地位的政党。